# Ron DeSantis
Ron DeSantis (hay Ronald Dion DeSantis, sinh ngày 14 tháng 9 năm 1978) là một luật gia, chính trị gia người Mỹ. Ông hiện là Thống đốc thứ 46 của bang Florida kể từ năm 2019, đồng thời là Thống đốc trẻ nhất Hoa Kỳ kể từ khi nhậm chức và cả thập niên 2010. Là Đảng viên Đảng Cộng hòa, ông nguyên là Hạ nghị sĩ đại diện cho bang Florida tại Hạ viện Hoa Kỳ từ năm 2013 đến năm 2018, sĩ quan phục vụ Hải quân Hoa Kỳ ở trong nước và khu vực Trung Đông từ 2004 đến 2010.
Ron DeSantis là Tiến sĩ Luật, chính trị gia bảo thủ, ủng hộ mạnh mẽ và có quan hệ chính trị hợp tác với nguyên Tổng thống Donald Trump cùng phe Đảng Cộng hòa; ông thường tranh luận, phản đối các chính sách của phe Đảng Dân chủ trong giai đoạn của nguyên Tổng thống Barack Obama. Trong nhiệm kỳ lãnh đạo Florida – tiểu bang lớn thứ ba Hoa Kỳ, ông phải đối phó với Đại dịch COVID-19, gặp những vấn đề nhiều mặt từ cộng đồng xã hội.

## Xuất thân và giáo dục
Ron DeSantis sinh ngày 14 tháng 9 năm 1978, tên khai sinh là Ronald Dion DeSantis tại thành phố Jacksonville, Florida, Hoa Kỳ, là con trai của Karen (nhũ danh Rogers) và Ronald DeSantis. Những năm đầu, gia đình ông chuyển đến Orlando, Florida, rồi tới Dunedin, khi ông sáu tuổi. Khi còn bé, Ron DeSantis đam mê môn bóng chày, thi đấu và nổi tiếng ở độ tuổi thanh thiếu niên. Năm 1991, ông là vận động viên của một đội thuộc Dunedin National trong liên đoàn Little League, thi đấu trong giải khu vực Little League World Series Đông Mỹ ở Williamsport, Pennsylvania. Ron DeSantis theo học phổ thông tại trường Trung học Dunedin ở Dunedin, Florida, tốt nghiệp năm 1997. Sau đó, ông nhập học Đại học Yale, tốt nghiệp Cử nhân Nghệ thuật chuyên môn lịch sử năm 2001. Khi ở Yale, ông là đội trưởng của đội bóng chày, và là thành viên của nhóm huynh đệ Delta Kappa Epsilon. Năm 2001, sau khi tốt nghiệp Yale, ông tham gia Trường Darlington, làm việc tại Khoa Lịch sử của trường. Những năm này, ông theo học Trường Luật Harvard, nhận bằng Tiến sĩ Luật vào năm 2005.

## Sự nghiệp

### Phục vụ quân đội
Năm 2004, Ron DeSantis bắt đầu công việc phục vụ quân đội Hoa Kỳ của mình. Ông nhận được nhiệm vụ sĩ quan từ Hải quân Trừ bị và được giao nhiệm vụ ở  Lực lượng Tổng biện hộ thẩm phán (JAG) vào năm 2004 tại Trung tâm Trừ bị Hải quân Hoa Kỳ ở Dallas, Texas, khi vẫn là sinh viên tại Trường Luật Harvard. Ông hoàn thành nhiệm vụ ở Trường Tư pháp Hải quân năm 2005. Cuối năm đó, ông nhận lệnh đến Văn phòng Dịch vụ thử nghiệm JAG Đông Nam tại Trạm Hải quân Mayport, Florida, công tác với tư cách là công tố viên. Năm 2006, ông được thăng quân hàm từ sĩ quan cơ bản lên trung úy. Ông làm việc cho Chỉ huy Lực lượng đặc nhiệm Guantanamo (JTF-GTMO), trực tiếp với những người bị giam giữ tại Trại giam Vịnh Guantánamo. Năm 2007, ông công tác cùng Lực lượng Chỉ huy Tác chiến đặc biệt Hải quân ở Coronado, California, nơi ông được bổ nhiệm vào Đội thứ Nhất (SEAL Team One) của Lực lượng SEAL và được triển khai đến Iraq với nhiệm vụ là Cố vấn Pháp lý cho Chỉ huy SEAL, Lực lượng Đặc nhiệm đặc biệt ở Fallujah. Bộ Tư pháp Hoa Kỳ bổ nhiệm ông làm công tố viên liên bang tại Văn phòng Pháp chính Hoa Kỳ ở Khu Trung tâm của Florida. Ông được chỉ định làm luật sư bào chữa cho phiên tòa xét xử cho đến khi xuất ngũ vào tháng 2 năm 2010, đồng thời nhận nhiệm vụ dự bị với tư cách là trung úy trong IAG, Hải quân Trừ bị. Năm 2010, ông xuất ngũ với quân hàm Thiếu tá Hải quân.

### Hạ nghị sĩ

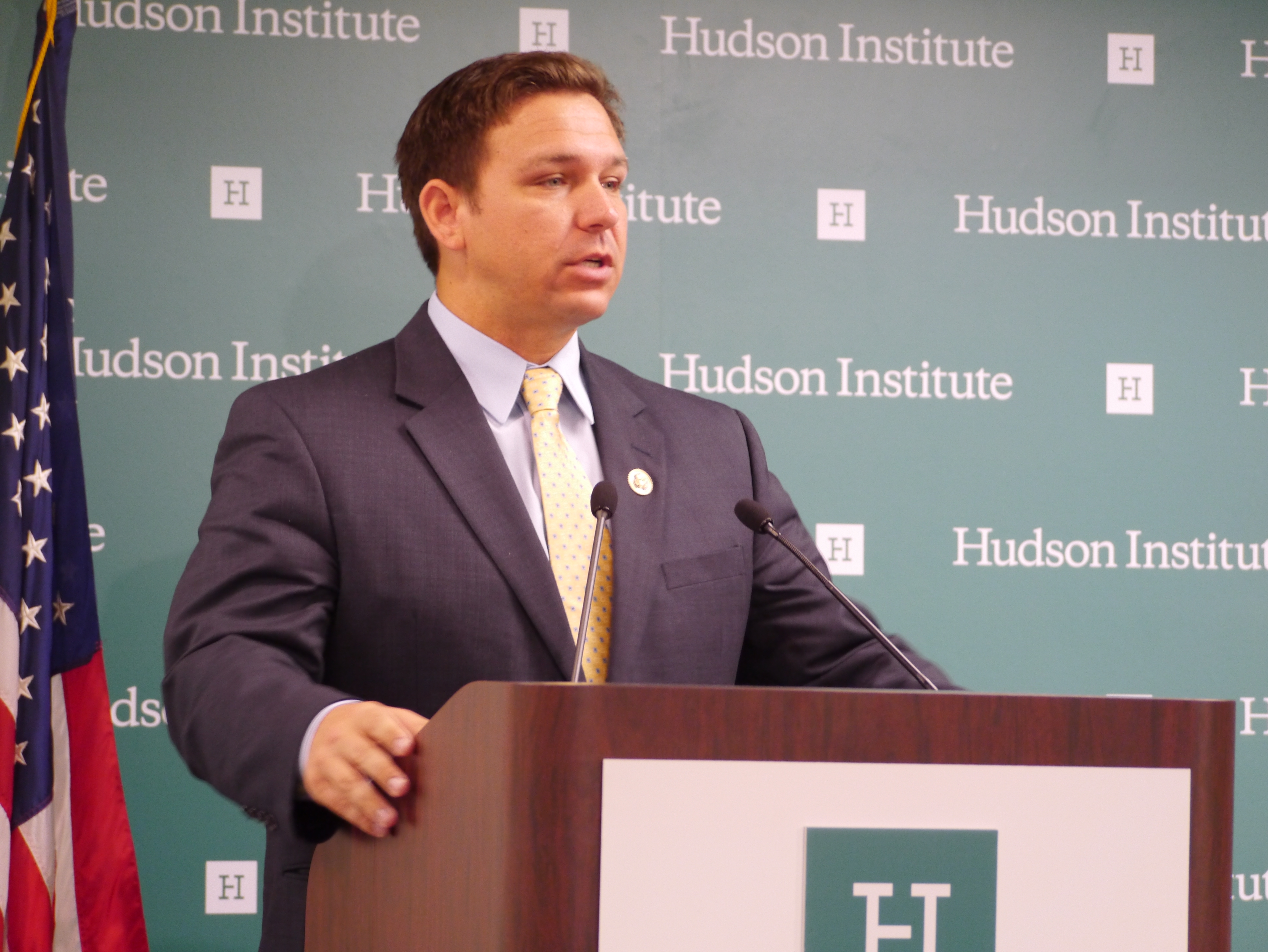
Hạ nghị sĩ Ron DeSantis phát biểu tại Viện Hudson.

Năm 2012, Ron DeSantis tuyên bố sẽ tranh cử trong cuộc bầu cử sơ bộ của Đảng Cộng hòa cho Khu vực quốc hội thứ sáu của Florida. Ông đã giành chiến thắng năm ứng cử viên khác trong cuộc bầu cử nội bộ đảng này với 39% phiếu bầu. Trong cuộc tổng tuyển cử tháng 11 năm 2012, ông đã đánh bại ứng cử viên Đảng Dân chủ Heather Beaven với tỷ lệ 57 – 43%, với đa số ở cả bốn quận, trở thành Hạ nghị sĩ Hoa Kỳ. Trước Quốc hội Hoa Kỳ khóa 114, ông được bổ nhiệm làm Chủ tịch Tiểu ban An ninh Quốc gia.
Ron DeSantis là Hạ nghị sĩ giai đoạn 2012 – 2018 với nhiều hoạt động trong Quốc hội. Ông tham gia đề cử Đạo luật Thực thi trung thành Pháp luật năm 2014 (HR 3973; Quốc hội khóa 113), một dự luật đòi hỏi Bộ Tư pháp báo cáo lên Quốc hội Hoa Kỳ hướng tới tác động đến mọi cơ quan liên bang, mục tiêu bắt buộc các cơ quan kể cả Tổng thống phải giải thích lý do khi không thực thi một đạo luật. Ông trực tiếp phát biểu phản đối Tổng thống Barack Obama và Chính phủ Obama về vấn đề này. Dự luật đã thất bại. Năm 2017, ông là người cầm lái, hoạt động mạnh mẽ trong việc tác động tới vụ việc Điều tra Tư vấn Đặc biệt theo hướng có lợi cho Tổng thống Donald Trump. Tại Quốc hội, ông cũng là thành viên sáng lập của Freedom Caucus – nhóm gắn kết, linh hoạt và hoạt động của các nghị sĩ bảo thủ Đảng Cộng hòa. Năm 2015, Ron DeSantis bày tỏ dự định tranh cử Thượng nghị sĩ đại diện cho Florida, nhưng sau đó rút lui, ủng hộ Marco Rubio.

### Thống đốc Florida
Vào tháng 1 năm 2018, Ron DeSantis tuyên bố ứng cử vị trí Thống đốc Florida, hướng tới kế nhiệm Thống đốc Rick Scott của Đảng Cộng hòa. Tổng thống Donald Trump tuyên bố sẽ ủng hộ chiến dịch này. Trong cuộc bầu cử sơ bộ của Đảng Cộng hòa, Ron DeSantis đã nhấn mạnh sự ủng hộ của mình đối với Donald Trump bằng cách chạy một quảng cáo có nội dung về việc ông giảng dạy cho trẻ con về giấc mơ Make America Great Again. Vào ngày 28 tháng 8 năm 2018, ông đã thắng trong cuộc bầu cử sơ bộ của Đảng Cộng hòa. Đối thủ Đảng Dân chủ của ông trong cuộc tổng tuyển cử là Andrew Gillum. Ngày 10 tháng 9 năm 2019, ông từ chức tại Hạ viện để tập trung vào chiến dịch, công bố Jeanette Núñez là người đồng hành. Cùng tháng đó, ông đã bị chỉ trích vì không có một nền tảng chính sách được hình thành đầy đủ cho chiến dịch tranh cử của mình. Ông đã hủy một cuộc phỏng vấn đã lên kế hoạch với báo Tampa Bay Times chuẩn bị cho một cuộc phỏng vấn chính sách chuyên sâu. Chiến dịch tranh cử của ông được chứng thực bởi An ninh Florida, nhóm Cảnh sát trưởng chia thành hai bên của hai đảng.

#### Tranh cử

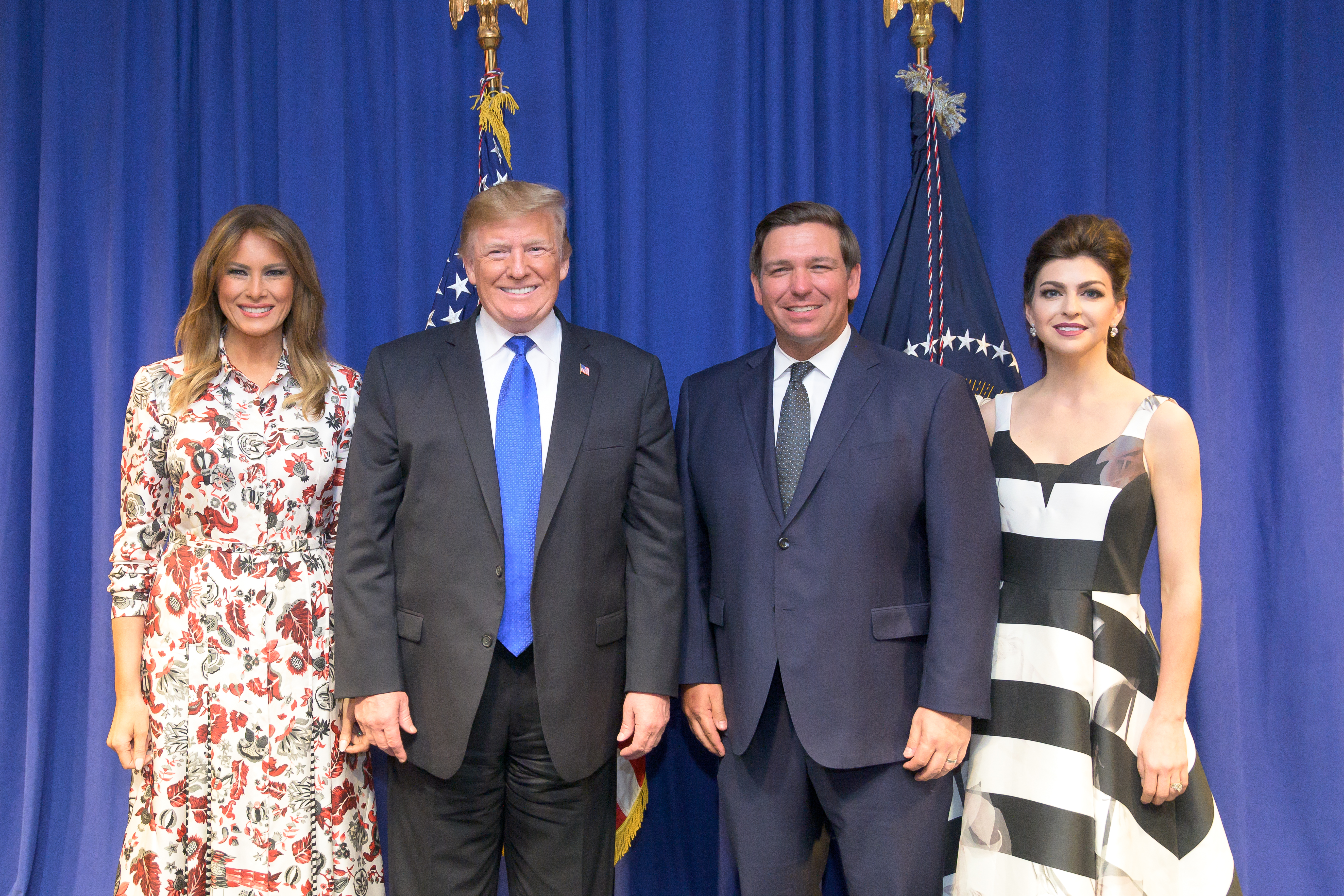
Gia đình Donald Trump và Ron DeSantis

Cương lĩnh trong chính sách của Ron DeSantis bao gồm: hỗ trợ tư pháp cho phép những người có giấy phép vũ khí có thể mang súng một cách công khai; ủng hộ một đạo luật khiến các doanh nghiệp sử dụng E-Verify và lệnh cấm cấp tiểu bang đối với các biện pháp bảo vệ thành phố trú ẩn; hứa sẽ ngăn chặn sự lây lan của nguồn nước ô nhiễm từ hồ Okeechobee; sửa đổi hiến pháp của tiểu bang nhằm quy định đa số phiếu cho bất kỳ việc tăng thuế nào; phản đối việc cho phép những người lớn không có trẻ em, có thân hình khỏe mạnh được hưởng Medicaid; thực hiện một chương trình sử dụng cần sa trong y tế, nhưng phản đối việc hợp pháp hóa cần sa trong giải trí. Trong quá trình tuyên bố chính sách, Ron DeSantis nhận được những chỉ trích trong xã hội và phe đối thủ, cho rằng ông có thiên hướng phân biệt chủng tộc trong hoạt động, công việc, khi đối thủ Đảng Dân chủ Andrew Gillum là người Mỹ gốc Phi. Cuộc bầu cử đã diễn ra vào cuối năm 2018, cùng thời gian với đợt bầu cử Thượng nghị sĩ và Ủy viên Ủy ban Nông nghiệp Quốc hội đại diện từ Florida. Đến ngày 17 tháng 11 năm 2018, thống kê bầu cử được công bố, Ron DeSantis vượt qua Andrew Gillum với chênh lịch sít sao gần 34.000 phiếu, tức thắng cử 0,4%.

#### Nhiệm kỳ
Ngày 08 tháng 1 năm 2019, ông tuyên thệ nhậm chức Thống đốc bang Floria, đến ngày 11, ông ký quyết định ân xá cho bốn người da đen bị kết án sai về tội hiếp dâm vào năm 1949 trong vụ án Groveland Four. Trong nhiệm kỳ Thống đốc của mình, ông đã tiến hành các công việc trong nhiều lĩnh vực.

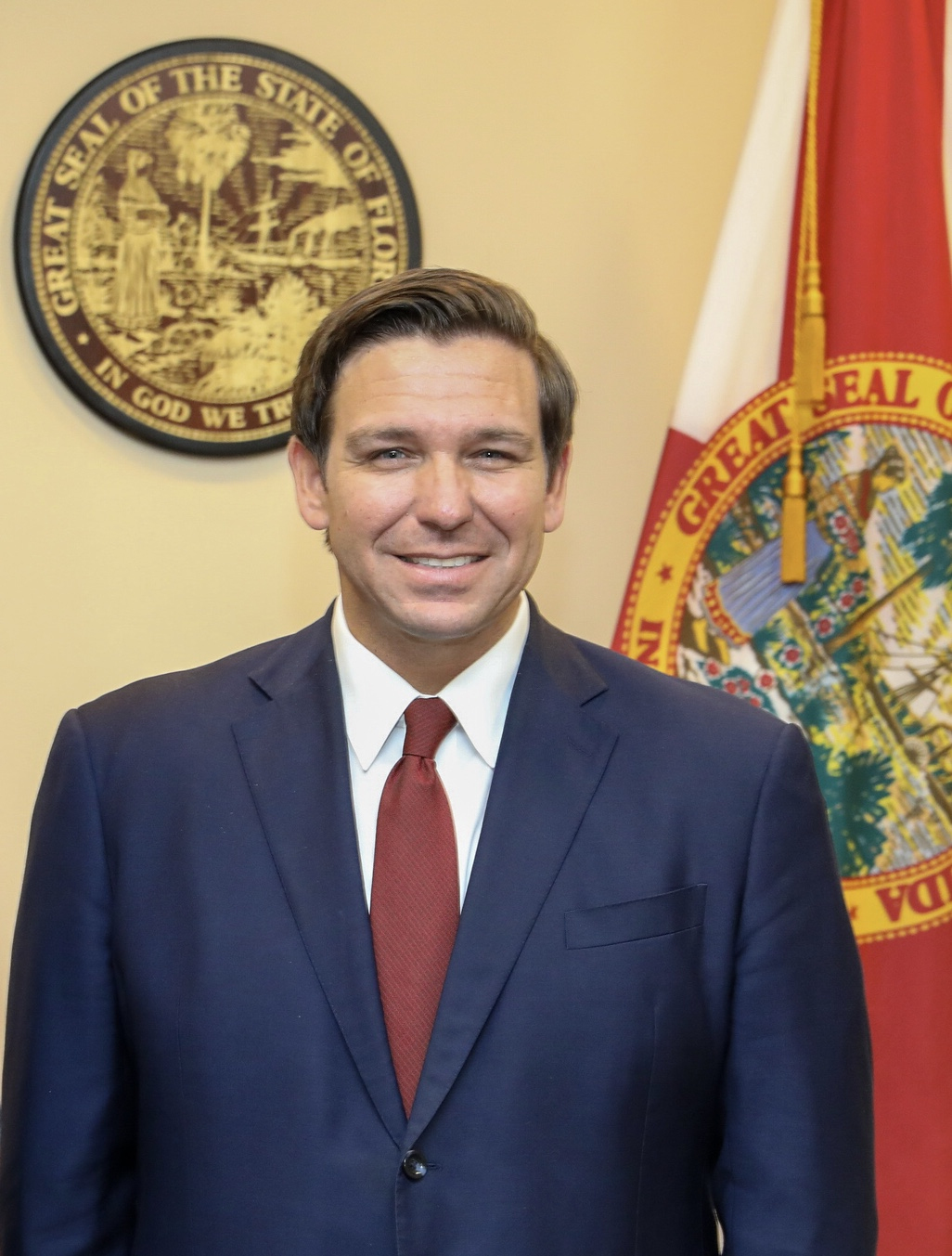
Thống đốc Florida năm 2019.

Tháng 1 năm 2019, ông đã chính thức đình chỉ cảnh sát trưởng quận Broward, Scott Israel vì phản ứng đối với các vụ xả súng hàng loạt tại sân bay Fort Lauderdale và Trung học Marjory Stoneman Douglas, bổ nhiệm Gregory Tony làm cảnh sát trưởng của Hạt Broward; bổ nhiệm Barbara Lagoa, Robert J. Luck và Carlos G. Muñiz cho ba vị trí trống trong Tòa án Tối cao Florida, đưa toà án trở lại phe đa số bảo thủ. Ông đã thay thế toàn bộ ban quản lý của Khu quản lý nước Nam Florida, ký lệnh điều hành trị giá 2,5 tỷ USD về việc đảm bảo chất lượng nước và công việc khôi phục khu vực Everglades. Ông tiến hành các động thái nhằm thực hiện các lời hứa, chính sách khi tranh cử, bao gồm: khuyến khích Cảnh sát trưởng Florida hợp tác với Chính phủ Liên bang về các vấn đề liên quan đến nhập cư; ký dự luật chống thành phố trú ẩn tại Floria, yêu cầu cơ quan thực thi pháp luật ở Floria tiến hành giam giữ đối với những người nhập cư không có giấy tờ, những người bị bắt hoặc bị kết án về tội ác. Florida trở thành tiểu bang thứ 12 thông qua luật quy định bảo thủ về nhập cư liên bang. Vào tháng 6 năm 2020, ông đã ký một dự luật yêu cầu các nhà tuyển dụng từ cơ quan nhà nước và các công ty tư nhân trong hợp đồng với chính phủ phải sử dụng E-Verify. Các đạo luật về thành phố trú ẩn, E-Verify đều phục vụ quan điểm của phe Cộng hòa, hạn chế nhập cư theo chính sách của Donald Trump.
Tháng 3 năm 2020, Ron DeSantis quyết định không tuyên bố tình trạng khẩn cấp ở Florida trong đại dịch COVID-19, tức bang không đóng cửa. Ông đã thống nhất hợp tác với hàng loạt các tập đoàn, doanh nghiệp khổng lồ ở Florida, tiếp tục mở cửa bang, đối phó dịch bệnh ở mức độ vừa phải. Trong cùng năm, ông vận động thành công trong việc đưa Florida trở thành nơi tổ chức Đại hội Hòa Kỳ của Đảng Cộng hòa, tuy nhiên kỳ đại hội này được chuyển sang tổ chức trực tuyến vì đại dịch. Giai đoạn bầu cử 2020, Ron DeSantis tuyên bố và tích cực ủng hộ Donald Trump, tuy nhiên Joe Biden chiến thắng. Vào ngày 02 tháng 2 năm 2021, ông tuyên bố ủng hộ luật pháp để trấn áp Big Tech của ngành công nghệ như Google, Facebook, Amazon, Apple, Microsoft.

## Quan điểm chính trị
Ron DeSantis là một chính trị gia bảo thủ thuộc Đảng Cộng hòa, ông có nhiều ý kiến về các vấn đề kinh tế, xã hội Hoa Kỳ từ lúc tham gia chính trường.

### Về kinh tế
Ron DeSantis có những quan điểm về đảm bảo kinh tế. Ông cho rằng cuộc tranh luận ở Washington, D.C. về chính sách cách giảm thâm hụt nên chuyển trọng tâm từ tăng thuế sang cắt giảm chi tiêu và kích hoạt tăng trưởng kinh tế. Ông ủng hộ chính sách không ngân sách không thanh toán (no budget no pay) để khuyến khích việc thông qua ngân sách, đồng thời đề nghị Cục Dự trữ Liên bang phải được kiểm toán. Năm 2015, ông được Citizens Against Government Waste vinh danh là Người hùng nộp thuế (Taxpayer Superhero). Bên cạnh đó, ông ủng hộ các quy định từ Đạo luật Cần giám sát hành pháp (REINS), đạo luật này sẽ yêu cầu các vấn đề có tác động kinh tế đáng kể của Chính phủ phải được Quốc hội bỏ phiếu trước khi có hiệu lực; đề cử đạo luật về ủng hộ an sinh xã hội, ưu đãi cho người nghỉ hưu, giảm thuế; ủng hộ đạo luật vận tải cụ thể, đưa phụ trách giao thông về từng tiểu bang, giảm liên bang; ủng hộ đạo luật cắt giảm thuế năm 2017, hướng tới tăng trưởng công ăn việc làm cho người Mỹ.

### Về nhà nước và ngoại giao

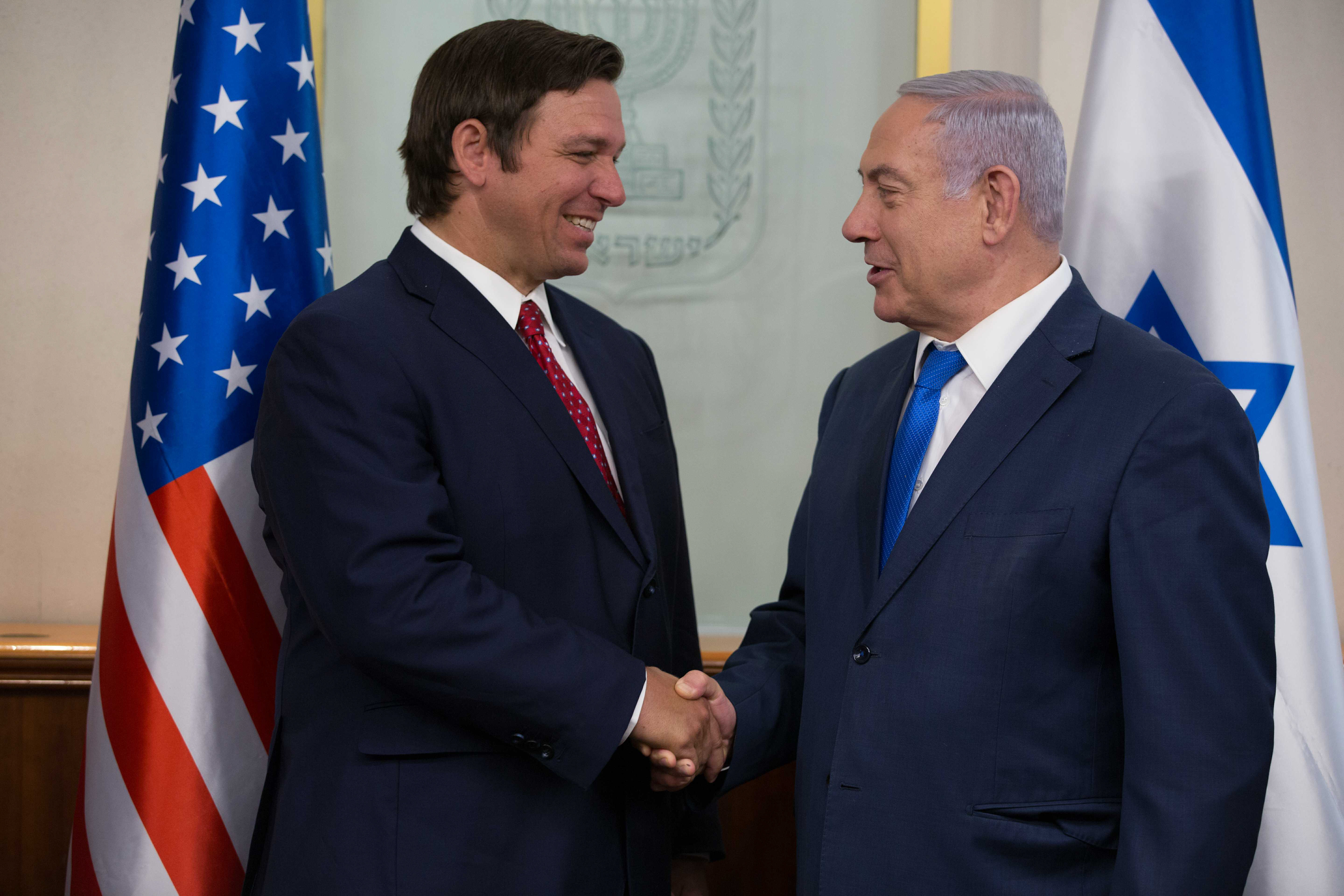
Thống đốc Ron DeSantis và Thủ tướng Israel Benjamin Netanyahu năm 2019.

Ron DeSantis mang quan điểm phe bảo thủ. Đối với Cuba, ông phản đối kế hoạch đóng cửa Trại giam Vịnh Guantanamo của Tổng thống Barack Obama; phản đối bình thường hóa quan hệ với Cuba. Đối với Iran, ông phản đối Khuôn khổ thỏa thuận hạt nhân Iran, gọi đây là một thỏa thuận tồi tệ làm suy giảm an ninh quốc gia Hoa Kỳ, tiếp tục chỉ trích Barack Obama. Đối với Israel, ông đưa ra đạo luật về trách nhiệm của người Palestine, đạo luật này sẽ ngừng viện trợ của Mỹ cho Chính quyền Palestine cho đến khi nước này chính thức công nhận quyền tồn tại của Israel như một nhà nước Do Thái và cắt đứt mọi quan hệ với nhóm phong trào Hamas, đồng thời tuyên bố ủng hộ, có lợi cho Israel.
Đối với cơ quan nhà nước, đặc biệt là Quốc hội, ông kêu gọi một số thay đổi về nghị sĩ Hoa Kỳ. Ông không nhận lương hưu của Quốc hội, đệ trình bãi bỏ hưu trí cho các nghị sĩ, đồng thời ủng hộ sửa đội đạo luật về nghị sĩ, yêu cầu quy định rằng các nghị sĩ ở Hạ viện và Thượng viện phải được hạn chế nhiệm kỳ, ba nhiệm kỳ đối với Hạ nghị sĩ, hai nhiệm kỳ đối với Thượng nghị sĩ.

### Về xã hội Hoa Kỳ

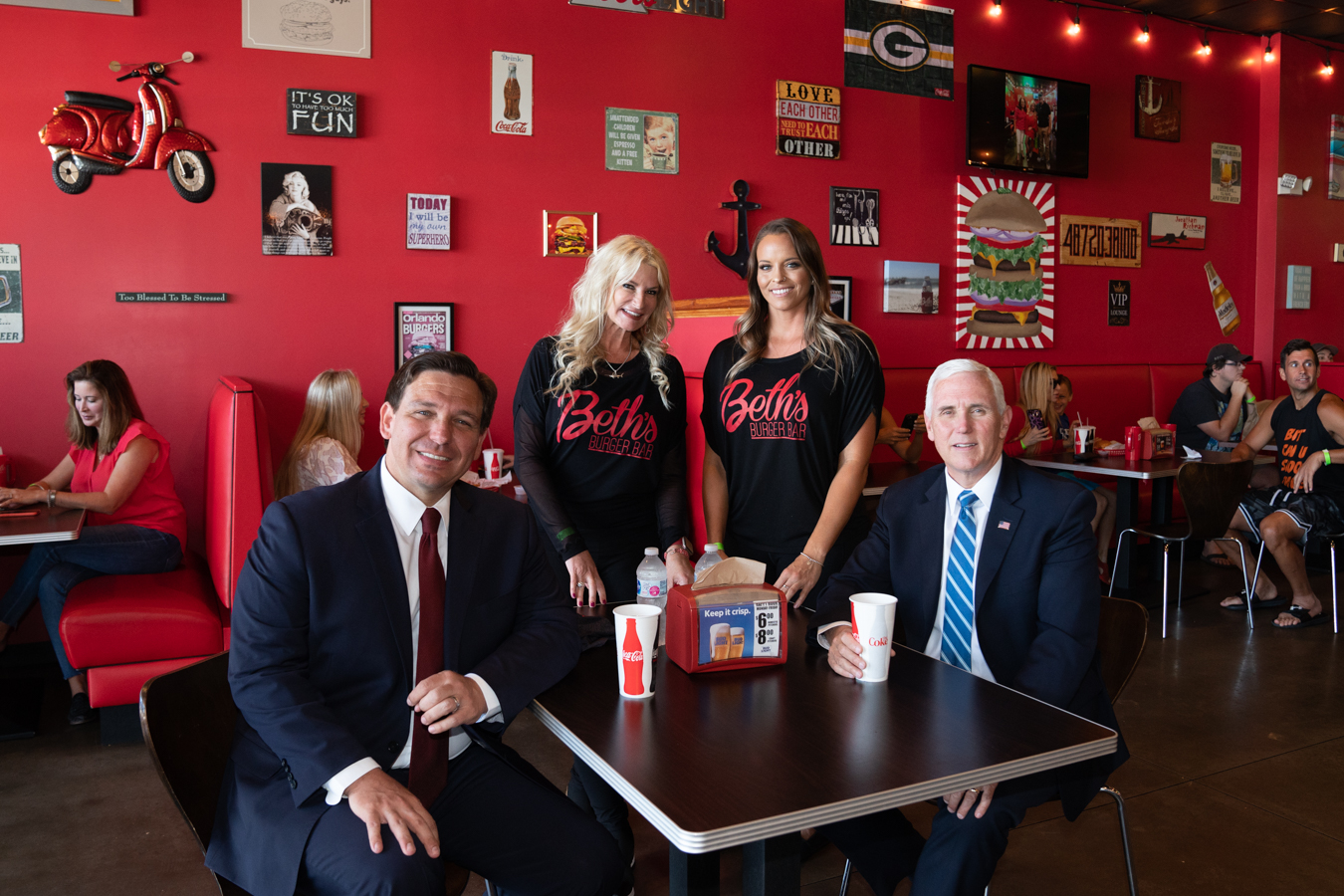
Ron DeSantis gặp Phó Tổng thống Mike Pence tại Florida năm 2020.

Đối với việc sử dụng vũ khí trong đời sống xã hội, Ron DeSantis phản đổi việc kiểm soát súng. Ông cho rằng kiểm soát sử dụng súng không tác động được tội phạm, thậm chí ảnh hưởng tới cả những người tuân thủ pháp luật. Ông đề nghị thuê các quân nhân đã nghỉ hưu làm người bảo vệ cho các trường học, kiểm soát tội phạm liên bang thường xuyên thay vì hạn chế mua súng. Ông phản đối Đạo luật Bảo vệ Bệnh nhân và Chăm sóc Sức khỏe Hợp túi tiền, tuyên bố chưa sẵn sàng cho Đạo luật Chăm sóc sức khoẻ Mỹ năm 2017. Về cần sa, ông ủng hộ việc sử dụng cần sa trong lĩnh vực y tế; về việc mang thai, ông phản đối việc phá thai, chỉ trích Tổ chức Kế hoạch hóa gia đình Hoa Kỳ. Ông đồng ý với quyết định của Tòa án Tối cao Hoa Kỳ trong vụ án Burwell v. Hobby Lobby Stores, Inc. về việc không đòi hỏi các công ty tư nhân phải trả chi phí kế hoạch hóa gia đình cho nhân viên.
Từ cuối năm 2019, Đại dịch COVID-19 lan ra khắp thế giới, đặc biệt ban đầu ở Hoa Kỳ. Vào thời điểm này, Ron DeSantis là Thống đốc Florida, đã bị chỉ trích nghiêm trọng về cách lãnh đạo của mình. Ông được cho rằng đã quyết định ở Florida theo hướng của Tổng thống Donald Trump, như: không bắt buộc mang khẩu trang; không đóng cửa tiểu bang. Đặc biệt vào tháng 7 năm 2020, Florida trở thành tâm điểm của đại dịch với gần 5.800 người chết chỉ trong một tháng. Chính sách đối phó đại dịch cùng phản hồi chỉ trích xã hội được diễn ra song song ở Florida. Tính đến tháng 2 năm 2021, tiểu bang có tổng ca nhiễm hơn 1,8 triệu người, hơn 28.000 người chết.
Đối với vấn đề nhập cư, ông tiếp tục ủng hộ Donald Trump, phản đối Barack Obama về việc trì hoãn các đạo luật nhập cư. Ông tuyên bố không phân biệt đối xử hay chia tách đối với người dân ở chủng tộc, tôn giáo nào, hay cộng đồng LGBT.

## Lịch sử tranh cử
Các đợt tranh cử cho vị trí Hạ nghị sĩ đại diện cho khu bầu cử thứ sáu của tiểu bang Florida và tranh cử Thống đốc Florida. Thống kê tranh cử ở cả trong nội bộ Đảng Cộng hòa, tranh cử chủ yếu giữa ứng viên Đảng Cộng hòa cùng Đảng Dân chủ, đồng thời các đợt tranh cử với những đảng phái khác.

## Đời tư

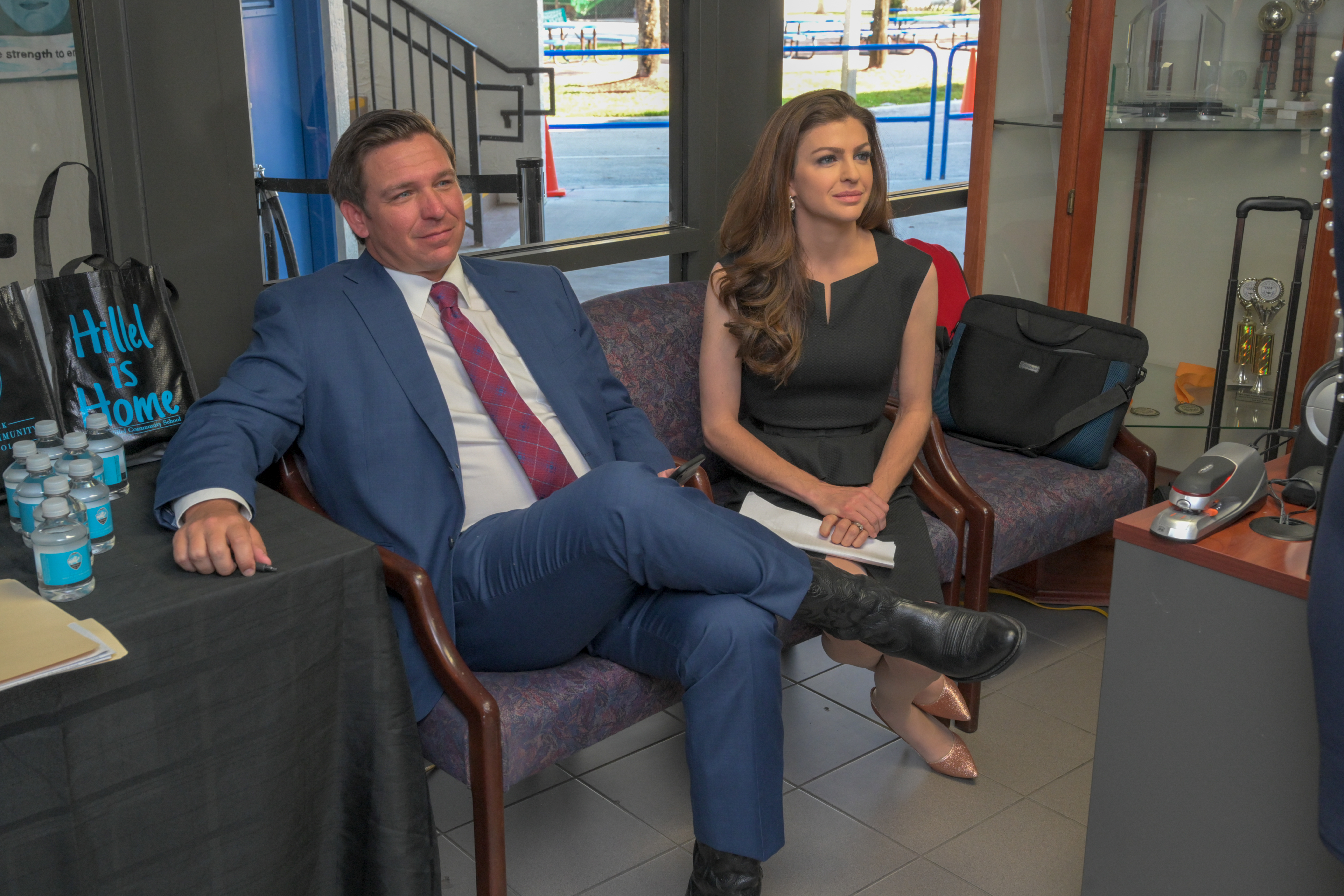
Vợ chồng DeSantis.

Ron DeSantis là một người theo Công giáo La Mã và là người gốc Ý. Năm 2010, ông kết hôn với Casey Black, một cựu người dẫn chương trình truyền hình cho Golf Channel và WJXT. Họ sống ở Ponte Vedra, gần St. Augustine. Ông và vợ sau đó chuyển đến Palm Coast, phía Bắc bãi biển Daytona, gia đình có ba người con, hai con gái là Madison, Mamie, một con trai là Mason.

## Tác phẩm
- DeSantis, Ron (2011). Dreams from Our Founding Fathers: First Principles in the Age of Obama. Nhà xuất bản Jacksonville: High-Pitched Hum. ISBN 978-1-934666-80-7.

## Tặng thưởng
Trong quá trình phục vụ quân đội Hoa Kỳ, Ron DeSantis đã được trao tặng những huân chương khi giải ngũ:
- Huân chương Ngôi sao Đồng;
- Huân chương Tuyên dương của Hải quân;
- Huân chương Phục vụ chiến tranh chống khủng bố Thế giới;
- Huân chương Chiến dịch Iraq.